# Едіт Мері Парджетер
Едіт Мері Парджетер (англ. Edith Mary Pargeter, більш відома під своїм криптонімом Елліс Пітерс, англ. Ellis Peters; 28 вересня 1913, Горсгей / Horsehay, Шропшир, Англія — 14 жовтня 1995, Маделі / Madeley, Шропшир, Англія) — англійська письменниця, перекладачка, авторка творів у багатьох жанрах, особливо в історичному детективі. Також була відзначена за переклади англійською чеської класики. Найбільш відома за своїм середньовічним детективним книжковим серіалом «Хроніки брата Кадфаеля» (The Cadfael Chronicles). Офіцер Ордена Британської імперії. Володарка кількох престижних літературних премій.
Окрім криптоніму Елліс Пітерс писала під псевдонімами Пітер Бенедикт (англ. Peter Benedict), Джоліон Карр (англ. Jolyon Carr) і Джон Редферн (англ. John Redfern).

## Біографія

### Ранні роки
Вона мала валлійське походження, і багато з її оповідань і книг (як художніх, так і публіцистичних) розгортаються в Уельсі та його прикордонних районах або мають валлійських героїв. Її батько був службовцем на Горсгейському металургійному заводі. З ними жила бабуся по материнській лінії, чистокровна валлійка Емма Елліс. У той час як у Парджетерів було мало грошей, вони жили в котеджі з двома спальнями без газу, води та чи електрики, проте за свідченням самой майбутньої письменниці «будинок був повний книг і музики». Парджетер здобула освіту в школі Англійської церкви Довлі та школі для дівчат у Колбрукдейлі. Завдяки своїй матері, яка мала антикварні та художні інтереси, Едіт полюбила історію та сільську місцевість Шропширу на все своє життя, згодом вона прожила в 3 милях від місця свого народження протягом усього життя. Особливо захоплюючись англійською, латинською мовою та історією, Едіт успішно здобула атестат про закінчення Оксфордської школи в 1930 році.

### Молоді роки
До Другої світової війни упродовж 1933—1940 років вона продовжувала жити вдома в Горсгеї та працювала помічником хіміка в містечку Довлі (Dawley). У цей час почала серйозно писати, збираючи корисну інформацію про ліки, яку вона використала пізніше, коли писала кримінальні історії. Її першим опублікованим романом був «Гортензій, друг Нерона» (1936), досить суха історія про мученицьку смерть, яка не мала великого успіху, але вона продовжила, і роман «Місто, що розкинулося на чотирьох площах» (1939) був сприйнятий читачами набагато краще. До 1939 року вона загалом опублікувала шість романів, у тому числі два кримінальні романи під псевдонімом Джоліон Карр, і один роман під псевдонімом Пітер Бенедикт.
Під час Другої світової війни Парджетер служила в Жіночій королівській військово-морській службі в Девонпорті, де вона передбачала маршрути конвоїв союзників через Атлантику. Вона отримала чин унтер-офіцера до 1 січня 1944 року, коли була нагороджена Георгом VI медаллю Британської імперії (British Empire Medal) з відзнакою на Новий рік (New Year Honours). У липні 1944 рокі її демобілізували. У цей час вона написала низку романів, зокрема «Звичайні люди» (1941) та «Вона йде на війну» (1942), який заснований на її власному досвіді війни.

### Зрілі роки
Її батько помер у 1940 році, а після війни Едіт повернулася до Шропширу, щоб жити зі своєю матір'ю до її смерті в 1954 році.
У 1947 році Парджетер відвідала Чехословаччину і захопилася чеською мовою та культурою. Вона вільно оволоділа чеською мовою та опублікувала переклади чеської поезії та прози англійською, що були відзначені нагородами.
Вона присвятила решту свого життя написанню, як наукової, так і художньої літератури. Вона ніколи не навчалася в університеті, але стала вченим-самоукою в областях, які її цікавили, особливо в Шропширі та Уельсі. Бірмінгемський університет присудив їй почесний ступінь доктора наук. Вона ніколи не виходила заміж, але закохалася в чеха. Вони залишилися друзями після того, як він одружився з іншою жінкою. Вона була задоволена тим, що могла утримувати себе матеріально письменницькою діяльністю від часів після Другої світової війни до самої смерті.
У трилогії, яка складається з романів «Кульгавий хрестовий похід» (1945), «Неохотна Одіссея» (1946) і «Війна завершилася» (1947), Парджетер знову використала свої враження від військової служби та опублікувала хроніку прогресу молодого рядового з високою достовірністю деталей.
У 1951 році вона почала писати детективи. Першим із них був роман «Упавши в яму», де вперше з'явився персонаж — сержант Джордж Фелс, слідчий поліцейський.
Вона особливо пишалася своєю трилогією «Небесне дерево», яка з'явилася між 1961 і 1963 роками, у якій описані англійські та валлійські прикордонні райони XII століття.
Інший персонаж, за яким вона стала відомою у всьому світі, брат Кадфаель, з'явився багато років по тому. Вперше цей монах абатства Шрусбері написаний у книзі «Хворобливий смак до кісток» (1977), він змішував свої трави й розгадував таємниці у наступних 19 романів. Ця книжкова серія тримала Парджетер дуже зайнятою протягом решти 18 років її життя, практично виключаючи всі інші роботи.
Псевдонім «Елліс Пітерс» вона використала, щоб чітко визначити поділ між її детективними творами та іншими роботами. Походження псевдоніму було таким: Еллісом звали її брата, а Пітерс пішло від Петри, яка була подругою з Чехословаччини.
Вона отримала нагороди за свої твори як від Британської Асоціації письменників детективного жанру («Срібний кинджал» у 1980 році за третій роман з «Хроніки брата Кадфаеля» «Монаший капюшон»), так і від Товариства письменників детективного жанру Америки (премія Едгара Алана По, 1963 рік, у номінації «найкращий роман» за «Смерть і жінка, що танцює»). Вона також стала офіцером ордена Британської імперії, Золотою медаллю Чехословацького товариства міжнародних відносин. У Шрусберійському абатстві є меморіал їй.
Після її смерті в жовтні 1995 року газета The Times опублікувала некролог, у якому було написано, зокрема, що це «дуже чутлива і прониклива жінка… дуже приватна та скромна людина», чиї тексти були «прямими, навіть трохи пишномовними, відповідаючи замкнутій людині».

## Твори

### Серія брата Кадфаеля
- A Morbid Taste for Bones[en] (Хворобливий потяг до кісток) (1977);
- One Corpse Too Many[en] (Один зайвий мертвяк) (1979);
- Monk's Hood[en] (Капюшон монаха) (1980); (роман отримав премію Срібний кинджал)
- Saint Peter's Fair[en] (Ярмарок Святого Петра) (1981);
- The Leper of Saint Giles[en] (Прокажений з приюту Святого Джайлса) (1981);
- The Virgin in the Ice[en] (Діва в льоду) (1982);
- The Sanctuary Sparrow[en] (Горобець під святою стріхою) (1983);
- The Devil's Novice[en] (Послушник диявола) (1983);
- Dead Man's Ransom [en](Викуп за мерця) (1984);
- The Pilgrim of Hate[en] (Фатальна обітниця) (1984);
- An Excellent Mystery[en] (Потаємне таїнство) (1985);
- The Raven in the Foregate[en] (Тінь ворона) (1986);
- The Rose Rent[en] (Роза в уплату) (1986);
- The Hermit of Eyton Forest[en] (Відлюдник з Ейтонського лісу) (1987);
- The Confession of Brother Haluin[en] (Сповідь брата Галуїна) (1988);
- A Rare Benedictine: The Advent of Brother Cadfael[en] (Рідкісний бенедиктинець: прихід брата Кадфаеля) (1988);
- The Heretic's Apprentice[en] (Учень єретика) (1989)
- The Potter's Field[en] (Поле гончара) (1989)
- The Summer of the Danes[en] (Літо данців) (1991)
- The Holy Thief[en] (Святий злодій) (1992)
- Brother Cadfael's Penance[en] (Покаяння брата Кадфаеля) (1994)

### Трилогія Другої світової війни
- The Eighth Champion of Christendom (Восьмий чемпіон християнського світу) (1945)
- Reluctant Odyssey (Неохоча Одіссея) (1946)
- Warfare Accomplished (Завершена війна) (1947)

### Трилогія небесного дерева
- The Heaven Tree (Небесне дерево) (1960)
- The Green Branch (Зелена гілка) (1962)
- The Scarlet Seed (Пурпурове насіння) (1963)

### Тетралогія братів квартета Гвінедда
- Sunrise in the West (Восход сонця на заході) (1974)
- The Dragon at Noonday (Дракон опівдні) (1975)
- The Hounds of Sunset (Пси заходу сонця) (1976)
- Afterglow and Nightfall (Відблиск і сутінки) (1977)

### Серія Джорджа Фелсе і сім'ї
- Fallen Into the Pit (Падіння у яму) (1951)
- Death and the Joyful Woman (Смерть і танцююча жінка) (1964) (роман отримав премію Едгара По)
- Flight of a Witch (Політ відьми) (1964);
- A Nice Derangement of Epitaphs (Приємне порушення епітафій) (1965)
- The Piper on the Mountain (Сопілкар на горі) (1966)
- Black Is the Colour of My True-Love's Heart (Чорний — це колір серця мого справжнього кохання) (1967)
- The Grass-Widow's Tale (Казка трав'яної удови) (1968)
- The House of Green Turf (Будинок зеленої дернини) (1969)
- Mourning Raga (Вранішня рага) (1969)
- The Knocker on Death's Door (Стукач у двері смерті) (1970)
- Death to the Landlords! (Смерть поміщикам!) (1972)
- City of Gold and Shadows (Місто золота і тіней) (1973)
- Rainbow's End (Кінець веселки) (1978)

### Несерійні романи
- Holiday With Violence (Свято з насильством) (1952);
- Death Mask (Маска смерті) (1959);
- The Will and the Deed (Заповіт і справа) (1960);
- Funeral of Figaro (Похорон Фігаро) (1962);
- The Horn of Roland (Ріг Роланда) (1974);
- Never Pick Up Hitch-Hikers! (Ніколи не підбирайте тих, хто їде автостопом!) (1976).

### Інші твори
- Hortensius, Friend of Nero[en] (Гортензій, друг Нерона) (1936);
- Iron-Bound (Залізні зв'язки) (1936)
- The City Lies Four-Square (Місто створене на чотирьох площах) (1939)
- Ordinary People (Звичайні люди) (1941)
- She Goes to War (Вона йде на війну) (1942)
- The Fair Young Phoenix (Прекрасний молодий фенікс) (1948)
- By Firelight (У світлі вогню) (1948)
- The Coast of Bohemia (Узбережжя Богемії) (1950)
- Lost Children (Загублені діти) (1951)
- Tales of the Little Quarter (Казки маленького кварталу) (1951)
- Most Loving Mere Folly (Найбільш улюблена проста дурість) (1953)
- The Rough Magic (Груба магія) (1953)
- The Soldier at the Door (Вояк у дверях) (1954)
- A Means of Grace (Засіб благодаті) (1956)
- The Assize of the Dying (Присяжний помираючих) (1958)
- Ancient Bohemian Legends[en] (Стародавні богемські легенди) (1964) (переклад з чеської твору Алоїса Ірасека «Staré pověsti české»)
- The Lily Hand and other stories (Рука Лілі та інші оповідання) (1965)
- A Bloody Field by Shrewsbury (Криваве поле Шрусбері) (1972)
- The Marriage of Meggotta (Марьяж Меготти) (1979)

### Збірки оповідань
- Brambleridge Tales (Казки Бремблріджа) (1938—1939)
- Come In — and Welcome. (Заходьте — і ласкаво просимо) (1938)
- The Trinity Cat and Other Mysteries (Троїцький кіт та інші загадки) (2006)

### Як Джон Редферн
- The Victim Needs a Nurse (Жертві потрібна медсестра) (1940)

### Як Джоліон Карр
- Murder in the Dispensary (Вбивство в диспансері) (1938)
- Freedom for Two (Свобода для двох) (1939)
- Masters of the Parachute Mail (Майстри парашутної пошти) (1940)
- Death Comes by Post (Смерть приходить поштою) (1940)

### Як Пітер Бенедикт
- Day Star (Денна зірка) (1937)